# David Niall Wilson
David Niall Wilson (Contea di Clay, 1959) è uno scrittore statunitense, conosciuto per le sue opere horror, fantascienza, e fantasy.
In Italia la casa editrice Gargoyle Books ha pubblicato nel 2006 il suo romanzo Il vangelo della Maddalena (This is My Blood) da lui pubblicato nel 1999.

## Opere

### Romanzi
- The Path of the Meteor
- Star Trek: Voyager #12: Chrysalis (1997, ISBN 0-671-00150-7)
- The Grails Covenant Trilogy (1997-1998)
  - To Sift Through the Bitter Ashes (1997, ISBN 1-56504-995-0)
  - To Speak in Lifeless Tongues (1998, ISBN 1-56504-996-9)
  - To Dream of Dreamers Lost (1998, ISBN 1-56504-997-7)
- This is My Blood (1999, ISBN 0-9658135-3-3)
- Roll Them Bones (Cemetery Dance Publications' Novella numero 12, 2003, ISBN 1-58767-068-2)
- Dark Ages: Lasombra (2003, ISBN 1-58846-820-8)
- Deep Blue (2004, ISBN 1-59414-142-8, hardcover; 2005, ISBN 1-4104-0228-2, paperback)
- The Temptation of Blood (2004, ISBN 1-930997-69-8)
- Exalted: Relic of the Dawn (2004, ISBN 1-58846-860-7)
- The Mote in Andrea's Eye (2005, Thompson-Gale / Fives Star)
- Ancient Eyes (2007, Bloodletting Press Signed Limited HC)
- Vintage Soul (2009 Thompson-Gale Five Star & Limited HC from Bad Moon Books)
- The Not Quite Right Reverend Cletus J. Diggs & the Currently Accepted Habits of Nature (2009 limited edition HC from Bad Moon Books)

### Antologie
- Spinning Webs and Telling Lies (Limited Trade Paperback 2002)
- The Subtle Ties That Bind (2002, Lone Wolf Publications CD Rom)
- Defining Moments (2007, Sarob Press Signed limited HC)
- Sins of The Flash (2008, Full Moon Press) (flash fiction collection)

### Racconti e poesie
- Poet Cabal: (one poem)
- The Essential World of Darkness: "Except You Go Through Shadow--Wraith"
- 100 Vicious Little Vampire Stories: "Just Another Saturday Night"
- Robert Bloch's Psychosis: "Blameless" (1998, ISBN 0-671-88598-7)
- The Best of Cemetery Dance, Volume I: "The Mole" (2000, ISBN 0-451-45804-4)
- Horrors! 365 Scary Stories: (seven short stories) (2001, ISBN 1-58663-240-X)
- The Gossamer Eye (2002, ISBN 1-892065-64-9, with Mark McLaughlin and Rain Graves) (winner of the 2003 Bram Stoker Award for Superior Achievement in the Poetry Collection category)
- All Hell Breaking Loose: "Burning Bridges" (2005, ISBN 0-7564-0289-1)
- Shadows over Baker Street: New Tales of Terror: "Death Did Not Become Him" (2005, ISBN 0-345-45273-9, with Patricia Lee Macomber)
- Cthulhu's Heirs: New Cthulhu Mythos Fiction: "Of Dark Things and Midnight Planes" (1994, ISBN 1-56882-013-5)